# Stadio Cosimo Puttilli
Lo stadio Cosimo Puttilli è il maggiore impianto sportivo della città di Barletta ed è situato nella zona a est della città, nel quartiere Borgovilla-Patalini.
Di proprietà del Comune di Barletta, agli albori del XXI secolo è stato intitolato a Cosimo Puttilli, marciatore due volte campione italiano negli anni trenta e anni quaranta, mentre fino a quel momento aveva assunto la semplice denominazione di stadio comunale. Viene essenzialmente utilizzato per le partite di calcio casalinghe del Barletta 1922, club di Serie D che possiede la concessione d'uso.
La realizzazione dell'impianto era stata resa necessaria al fine di sostituire il vecchio impianto in terra battuta (Stadio velodromo Lello Simeone), ormai vetusto, soprattutto per soddisfare le ambizioni della città che aspirava a maggiori traguardi sportivi, rispetto a quelli fino ad allora ottenuti. Cosa che in seguito puntualmente avvenne, visto che nel 1987 la principale squadra di calcio, il Barletta riuscì ad approdare in Serie B.
Nella stagione 2008-2009 è stato utilizzato occasionalmente per le partite casalinghe dell'A.S.D. Real Barletta, club di Promozione, mentre fino al momento in cui ha militato in Serie B (primavera 2007) è stato spesso utilizzato anche dall'A.C.F. Barletta, club femminile che ha poi militato in Serie C. Oltre che per dei saltuari incontri di calcio per beneficenza, l'impianto annualmente viene utilizzato per un meeting di atletica leggera ed inoltre quotidianamente per gli allenamenti sulla pista e sul campo di varie associazioni sportive. In passato è stato utilizzato anche da altre squadre di calcio cittadine minori (ad esempio dalla Libertas Barletta nella stagione 1998-1999), per concerti di musica leggera, giuramenti delle reclute dell'Esercito Italiano, per le rievocazioni della disfida di Barletta e per gare di Tiro con l'arco.

## Storia e caratteristiche
Fu costruito alla fine degli anni sessanta e fu inaugurato nel 1970. L'impianto, fornito di manto da gioco in erba naturale e di una pista d'atletica regolamentare a più corsie, è stato negli anni varie volte sottoposto a lavori di adeguamento. Dotato sin dalle origini di tribuna coperta, tribuna laterale, gradinata, curve nord e sud (queste ultime scoperte), nel tempo alcuni di questi settori hanno modificato la loro fisionomia a seguito dei vari lavori eseguiti. Il terreno di gioco attualmente occupa una distesa di 105x65 m.
Gli spalti inizialmente avevano una capacità di 17.000 posti non a sedere mentre, dopo l'ampliamento avvenuto nel 1987 a seguito della promozione in Serie B della locale squadra di calcio, i posti sono rimasti 17.000, molti dei quali a sedere. Negli anni novanta l'impianto ha avuto molti problemi per il logorio della struttura, e spesso alcuni settori dello stadio sono stati chiusi perché non conformi alle norme in vigore. Questa situazione è rimasta anche dopo che nel 1997 sono stati ospitati alcune gare di calcio valevoli per i Giochi del Mediterraneo.
A causa della parziale chiusura del settore dei Distinti (Gradinata) e della riduzione della capienza di entrambe le curve, lo stadio poteva ospitare 5.000 posti a sedere circa, ma per adeguarsi alle normative richieste dalla Lega Pro per il campionato di Lega Pro Seconda Divisione (categoria in cui militava la principale squadra di calcio locale), dall'autunno 2009 c'è stata un'ulteriore riduzione della capienza che è stata portata intorno alla soglia dei 4.000 spettatori (4.018 per l'esattezza).

Con l'approdo della squadra locale in Lega Pro Prima Divisione sono stati effettuati alcuni lavori richiesti dalla Lega Pro per questa categoria e saranno effettuati dei nuovi lavori che ristruttureranno notevolmente l'impianto, aumentandone la capienza.

## Il restyling
Nel 2011 sono stati effettuati interventi di adeguamento dell'impianto di videosorveglianza, la realizzazione di una sala regia e il rinnovamento dell'impianto di illuminazione, consentendo di disputare partite in notturna.
Il 1º agosto 2011 è stato presentato il "Progetto di adeguamento e potenziamento dello stadio comunale Puttilli" elaborato dal CONI (Comitato Olimpico Nazionale Italiano). I termini dell'intervento proposto sono stati i seguenti: avvicinamento degli spalti al terreno di gioco; rimodulazione degli assetti ricettivi dello stadio con innalzamenti dai 10 ai 20 metri (la parte più bassa sarà caratterizzata da un parapetto di 1,20m in luogo delle attuali barriere di 2,50m in doppia battuta); riduzione degli spazi vuoti lungo la pista d'atletica; adeguamento di curve e gradinate. La tribuna è stata demolita ed è stata incrementata la disponibilità di seggiolini (da 1000 attuali a 1700), attraverso l'allineamento della pendenza, la rimozione delle vetrate e l'allestimento di Skybox. Dai 3998 spettatori della capienza attuale, l'impianto è arrivato a 9000 posti a sedere, con possibilità di ulteriori ampliamenti futuri. I costi dell'intervento sono ammontati a circa 3 milioni di euro totali. I lavori sono iniziati nel luglio 2015 e sono terminati in via definitiva nell’aprile 2022.
Di seguito viene elencata la cronologia del restyling dello stadio
- Agosto 2011: Presentazione del progetto di adeguamento e potenziamento dello stadio da parte del CONI.
- Luglio 2015: Inizio costruzione delle nuove gradinate.
- Gennaio 2017: Rifacimento della pista d'atletica.
- Novembre 2017: Inaugurazione della pista d'atletica dedicata al campione barlettano Pietro Mennea.[2]
- Giugno 2018: Aggiudicazione provvisoria della gara di appalto per la demolizione delle vecchie gradinate.[3]
- Luglio 2018: Aggiudicazione definitiva della demolizione gradinate alla ditta Masellis.
- Gennaio 2019: Inizio dei lavori di demolizione.[4]
- Aprile 2022: Termine di tutti i lavori con consegna delle chiavi dello stadio da parte di Sport e Salute (già C.O.N.I. Servizi) al Comune di Barletta.
- Settembre 2022: Il 10 settembre 2022, viene inaugurata la struttura in vista del Mennea Day, evento dedicato al campione olimpico Pietro Mennea.

## Partite di livello internazionale
In questo stadio l'11 marzo 1987 si è giocata la partita tra Italia Juniores e Spagna Juniores del gruppo eliminatorio di qualificazione al Campionato europeo di calcio Under-18 in Cecoslovacchia:
| Arbitro: | Boullet |

|  |           |             |
|  | Marcatori | 79’ Herrero |

Lo stadio comunale di Barletta ha ospitato anche i seguenti incontri di livello internazionale durante i XIII Giochi del Mediterraneo:
| Arbitro: | Tivolo |

|                                      |           |             |
| Slović 43’ Tomić 45+3’ Jestrović 80’ | Marcatori | 60’ Bogdani |

| Arbitro: | Turo |

|          |           |          |
| Merakchi | Marcatori | Mehemmed |

Il 6 febbraio 2013 si è disputato l'incontro di calcio tra Italia Under-20 e Germania Under-20 valevole per il Torneo Quattro Nazioni Under-20 finito con il risultato di 0-2.
| Arbitro: | Raczkowski |

|  |           |                                        |
|  | Marcatori | 88’ Bittencourt 90+4’ (rig.) Kolašinac |